# La Quiaca
La Quiaca es una ciudad del norte de Argentina, ubicada al norte de la provincia de Jujuy. Es cabecera del departamento de Yavi y sirve de paso fronterizo con Bolivia, a través de la ciudad de Villazón en el departamento de Potosí con la cual conforma actualmente una conurbación de más de 50 000 habitantes.

## Ubicación
Ubicada a 290 km de San Salvador de Jujuy, se comunica con las otras poblaciones y zonas de Argentina mediante la Ruta Nacional 9 y el Ferrocarril General Belgrano; mientras que las rutas provinciales: RP 5 la comunica con Santa Catalina, Santa Victoria, Iruya y otras poblaciones del extremo norte argentino; RP 69 hasta Cóndor y la RP 67 a Cangrejillos y Cangrejos.
La Quiaca tiene además importancia turística por la cultura de la gente que la habita, y por estar ubicada en las áridas tierras del altiplano y en el norte extremo de la Puna argentina.
En Argentina la ciudad de La Quiaca es referida como la ciudad más septentrional del país, aunque no lo sea exactamente, pues es más norteño el pueblo de El Angosto en el departamento de Santa Catalina, y en relación con ciudades lo es Salvador Mazza en el departamento General José de San Martín en Salta. Sin embargo, es la ciudad con más de 10 000 habitantes más elevada del país, a 3442 m s. n. m. (11.300 pies).
Se encuentra prácticamente conurbada con Villazón de la cual está "separada" por el casi seco río La Quiaca, sobre el que se encuentra el puente internacional Horacio Guzmán.
Relativamente próximos a La Quiaca se encuentran el monumento natural Laguna de los Pozuelos –al oeste–, y el parque nacional Baritú –al este–.

## Toponimia
Existen varias versiones sobre el origen del nombre de la localidad. La más difundida establece que quiaca deriva del aimara quisca, que significa "piedra cortante". Otra versión sugiere que deriva de kiyaca, "hoja de maíz"

## Historia
El primer antecedente de La Quiaca lo encontramos en el año 1772, cuando el comisionado Alonso Carrió de la Bandera creó una posta cercana a la posta de Los Colorados. El lugar fue punto de disputa, ya que se consideraba que allí terminaba la jurisdicción de Buenos Aires y comenzaba la de Potosí, dando lugar a intensas batallas que terminaron cuando se ordenó la habilitación de una oficina telegráfica.
Pocos años después, se comenzó con los pasos para fundar oficialmente el pueblo y fue el 10 de septiembre de 1883 cuando, acorde a las indicaciones del gobernador Tello, se procedió a demarcar el "área de terrenos para solares de población y ejidos". Con fecha 12 de mayo de 1886, se dio nacimiento a la primera escuela, aun cuando la ciudad no tenía oficialmente fecha de fundación efectiva.
Por el año 1900, La Quiaca comenzó a constituirse definitivamente como población. Influencia decisiva en ello tuvo el pronunciamiento de la Comisión Mixta Internacional Argentina-Boliviana, que en el año 1900 y bajo la presidencia del ingeniero Miguel Iturbe se decidió por la construcción de la línea ferroviaria internacional, por el que se disponía la prolongación de la línea férrea de Jujuy hasta La Quiaca. Este anhelo se concretó el 30 de diciembre de 1907, oportunidad en que arribaba a La Quiaca el primer tren a la frontera.
El 28 de febrero de 1907 se promulgó la ley N.º 134, dándose creación al pueblo de La Quiaca y, luego de años de gestiones, se concretó este anhelo. El 27 de septiembre de 1914, el Superior Gobierno de la provincia designa la primera Comisión Municipal de La Quiaca. El 1 de junio de 1917, bajo la presidencia de Ernesto Claros, la Legislatura de la provincia de Jujuy declaraba a La Quiaca capital del departamento de Yavi, mediante la sanción de la ley N.º 325.
El 9 de diciembre de 1945 se estableció en instalaciones que pertenecían a una unidad del Ejército Argentino, el Escuadrón 21 "La Quiaca" de Gendarmería Nacional. Su primer Jefe fue el segundo comandante Fernández Castellanos.
Ciudad fronteriza rodeada por dos ríos, uno de los cuales hace frontera natural con Bolivia, la pequeña población fue creciendo hasta la actualidad con sus características propias. Las construcciones se alzan en un valle rodeado de cerros y son, en su mayoría, de adobe revocado o de ladrillos muy comunes en la zona norteña. Es la única ciudad del norte puneño que posee todos los servicios básicos, uno de los asentamientos urbanos más importantes del noroeste Argentino.

## Demografía
| Población Histórica de La Quiaca | Población Histórica de La Quiaca | Población Histórica de La Quiaca | Población Histórica de La Quiaca |
| Año                              | Habitantes                       | Censo de Población               | Ref.                             |
| -------------------------------- | -------------------------------- | -------------------------------- | -------------------------------- |
| 1947                             | 6 768                            | Censo argentino de 1947          | [ 3 ]                            |
| 1960                             | 6 290                            | Censo argentino de 1960          | [ 4 ]                            |
| 1970                             | 6 034                            | Censo argentino de 1970          | [ 5 ]                            |
| 1980                             | 8 289                            | Censo argentino de 1980          | [ 6 ]                            |
| 1991                             | 11 499                           | Censo argentino de 1991          | [ 7 ]                            |
| 2001                             | 13 761                           | Censo argentino de 2001          | [ 7 ]                            |
| 2010                             | 16 874                           | Censo argentino de 2010          | [ 7 ]                            |
| 2022                             | 22 473                           | Censo argentino de 2022          | [ 8 ]                            |

## Servicios

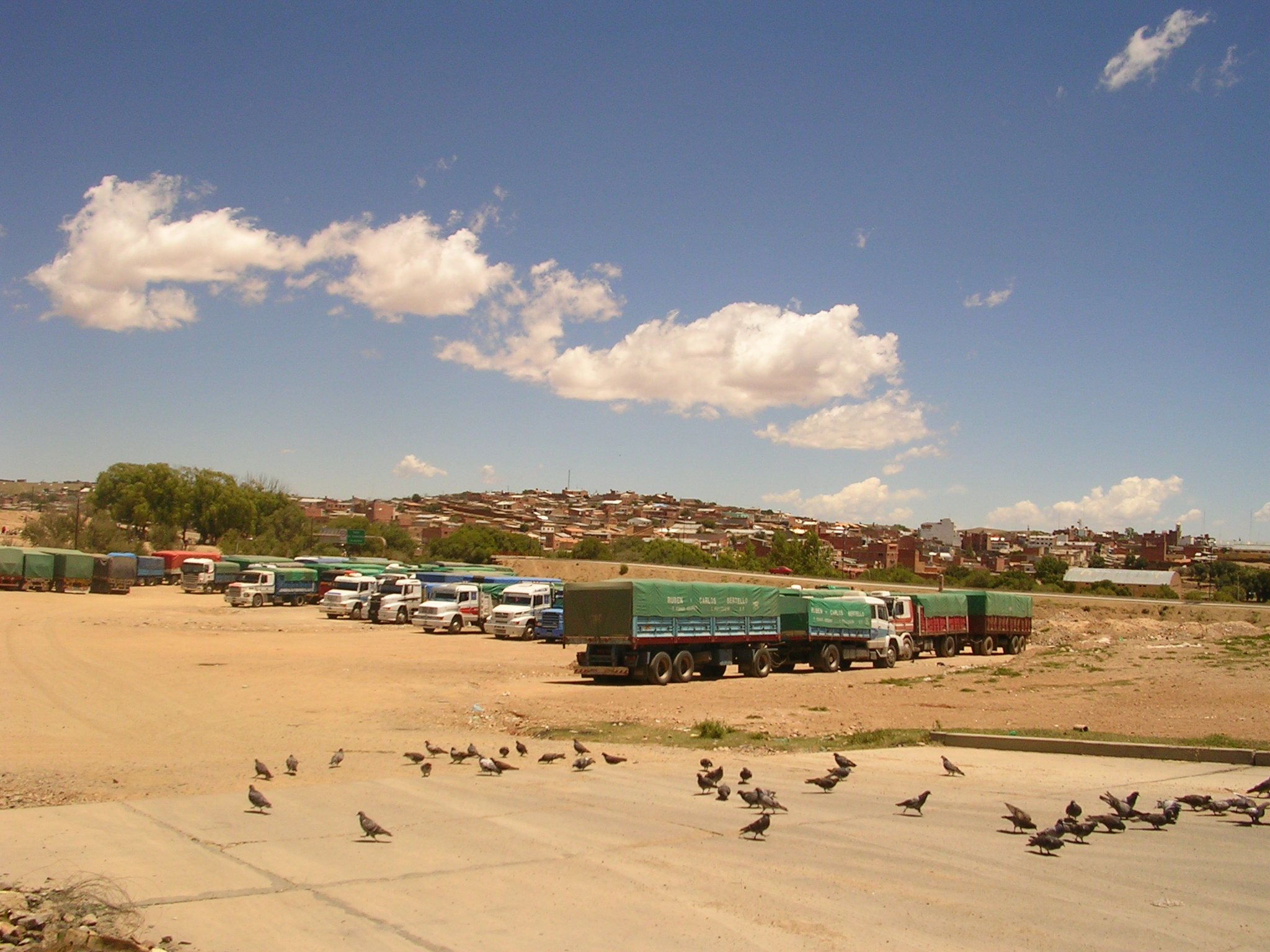
Camiones de mercancías aparcados en La Quiaca, en el paso fronterizo entre Argentina y Bolivia con la ciudad boliviana de Villazón al fondo.

Cuenta con todos los servicios de una ciudad moderna (agua potable, luz, cloacas, Internet). Esta ciudad es una de las del norte puneño que posee todos los servicios básicos para la comodidad del turista, siendo uno de los asentamientos urbanos más importantes del norte argentino.
En esta ciudad existe un ramal del Ferrocarril General Belgrano que se conecta con el ramal occidental de los ferrocarriles bolivianos. El último tren de pasajeros llegó en diciembre de 1993 y el último de carga lo hizo en julio de 1994. Existen distintos planes próximos del Gobierno Nacional para rehabilitar esta línea ferroviaria.
Dispone del aeropuerto internacional "Dr. Guillermo Snopek" con pista enteramente pavimentada, esta se encuentra habilitada para vuelos comerciales o de transporte de pasajeros a distintas ciudades de la región e internacionales hacia Bolivia.
En telecomunicaciones dispone de una central telefónica con DDN (Discado Directo Nacional) y DDI (Discado Directo Internacional), administrado por la Cooperativa Telefónica.
La Quiaca tiene hospital, seis escuelas de nivel primario, tres de nivel medio y dos terciarios, una "Estación Terminal de Ómnibus", un destacamento de Gendarmería Nacional y otro de la Policía Federal.

## Población
Contaba con 13 761 habitantes (Indec, 2001), lo que representa un incremento del 19,6 % frente a los 11 499 habitantes (Indec, 1991) del censo anterior. Según Ojo de Agua. En el censo de 2010 contaba con 14 852 habitantes y con 17 647 habitantes en 2013.

## Sitios turísticos
- Museo Etnográfico Mosojñian: se encuentra ubicado en Av. Sarmiento n.º 60, tiene importantes piezas de las culturas originarias de la zona.[9]
- La laguna Colorada y el cordón de los Ocho Hermanos: se encuentra a 12 kilómetros por la ruta provincial n.º 5 camino a Yavi, se trata de un área arqueológica muy rica en grabados de piedra, con abundante ónix, piedras calcáreas y mármol.[10]
- Yavi: se encuentra a 16 kilómetros, es un pueblo de principios del siglo XV que parece detenido en el tiempo.[11]

## Clima

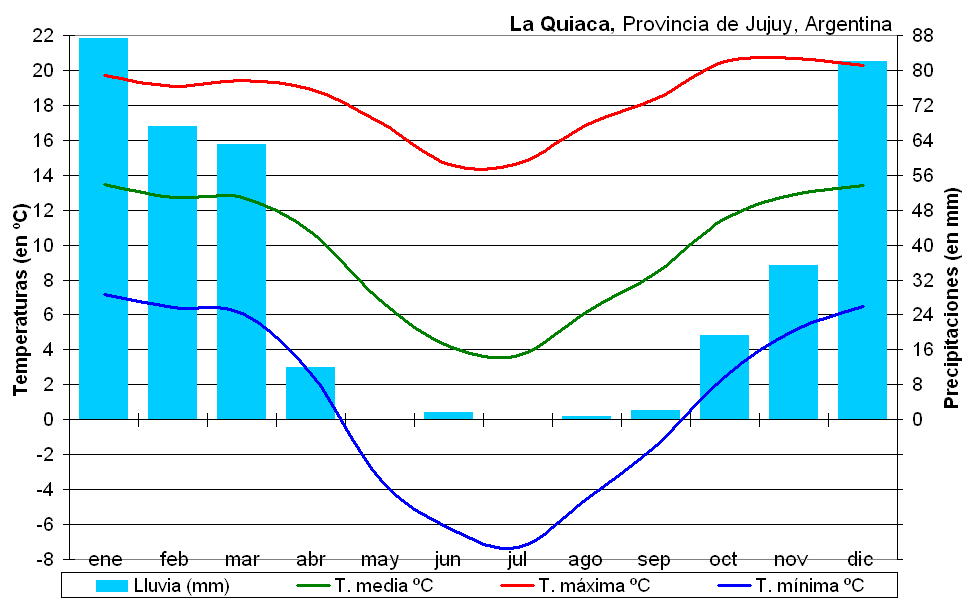
Climograma de La Quiaca.

El clima de La Quiaca es semiárido frío (BSk), según la clasificación climática de Köppen, con gran amplitud térmica diaria, característico de toda la región de Altiplano jujeño. La temperatura media es de 9,7 °C, una oscilación anual escasa, de tan solo 8,8 °C y unas precipitaciones anuales de 370,6 mm. Los veranos son frescos, con temperaturas medias por debajo de los 15 °C, máximas que rara vez superan los 25 °C y relativamente húmedos, ya que concentran más del 80 % de las lluvias anuales. Los inviernos son muy secos y fríos, apenas llueve y la temperatura media se sitúa incluso por debajo de los 5 °C. Al ser el periodo seco la oscilación diaria es muy alta llegando a superarse de media los 20 °C de diferencia entre el día y la noche, por lo que las mínimas son muy bajas, por debajo de los -5 °C y récords de -15,9 °C
Un dato muy importante a destacar del clima de esta región del extremo norte del país, nos indica que durante el año 2012 la ciudad de La Quiaca soportó una notable secuencia de 106 días consecutivos con temperaturas mínimas bajo cero, desde el 10 de mayo de 2012 hasta el 24 de agosto de dicho año.
| Parámetros climáticos promedio de La Quiaca, Argentina (1961–1990) | Parámetros climáticos promedio de La Quiaca, Argentina (1961–1990) | Parámetros climáticos promedio de La Quiaca, Argentina (1961–1990) | Parámetros climáticos promedio de La Quiaca, Argentina (1961–1990) | Parámetros climáticos promedio de La Quiaca, Argentina (1961–1990) | Parámetros climáticos promedio de La Quiaca, Argentina (1961–1990) | Parámetros climáticos promedio de La Quiaca, Argentina (1961–1990) | Parámetros climáticos promedio de La Quiaca, Argentina (1961–1990) | Parámetros climáticos promedio de La Quiaca, Argentina (1961–1990) | Parámetros climáticos promedio de La Quiaca, Argentina (1961–1990) | Parámetros climáticos promedio de La Quiaca, Argentina (1961–1990) | Parámetros climáticos promedio de La Quiaca, Argentina (1961–1990) | Parámetros climáticos promedio de La Quiaca, Argentina (1961–1990) | Parámetros climáticos promedio de La Quiaca, Argentina (1961–1990) |
| Mes                                                                | Ene.                                                               | Feb.                                                               | Mar.                                                               | Abr.                                                               | May.                                                               | Jun.                                                               | Jul.                                                               | Ago.                                                               | Sep.                                                               | Oct.                                                               | Nov.                                                               | Dic.                                                               | Anual                                                              |
| ------------------------------------------------------------------ | ------------------------------------------------------------------ | ------------------------------------------------------------------ | ------------------------------------------------------------------ | ------------------------------------------------------------------ | ------------------------------------------------------------------ | ------------------------------------------------------------------ | ------------------------------------------------------------------ | ------------------------------------------------------------------ | ------------------------------------------------------------------ | ------------------------------------------------------------------ | ------------------------------------------------------------------ | ------------------------------------------------------------------ | ------------------------------------------------------------------ |
| Temp. máx. abs. (°C)                                               | 27.7                                                               | 28.8                                                               | 28.0                                                               | 25.5                                                               | 23.4                                                               | 22.4                                                               | 21.7                                                               | 24.5                                                               | 27.2                                                               | 27.3                                                               | 28.5                                                               | 28.6                                                               | 28.8                                                               |
| Temp. máx. media (°C)                                              | 19.9                                                               | 19.5                                                               | 19.7                                                               | 19.0                                                               | 17.1                                                               | 15.0                                                               | 14.9                                                               | 16.8                                                               | 18.6                                                               | 20.5                                                               | 21.1                                                               | 20.4                                                               | 18.5                                                               |
| Temp. media (°C)                                                   | 13.4                                                               | 13.1                                                               | 12.8                                                               | 10.6                                                               | 6.7                                                                | 4.2                                                                | 3.7                                                                | 5.8                                                                | 8.5                                                                | 11.2                                                               | 12.9                                                               | 13.3                                                               | 9.7                                                                |
| Temp. mín. media (°C)                                              | 7.0                                                                | 6.7                                                                | 6.0                                                                | 2.2                                                                | -3.6                                                               | -6.6                                                               | -7.4                                                               | -5.1                                                               | -1.6                                                               | 2.0                                                                | 4.7                                                                | 6.2                                                                | 0.9                                                                |
| Temp. mín. abs. (°C)                                               | 1.7                                                                | -0.1                                                               | -0.7                                                               | -7.9                                                               | -12.6                                                              | -14.6                                                              | -15.2                                                              | -14.8                                                              | -11.2                                                              | -6.3                                                               | -3.5                                                               | 0.4                                                                | -15.2                                                              |
| Precipitación total (mm)                                           | 79.7                                                               | 68.0                                                               | 48.7                                                               | 9.7                                                                | 0.7                                                                | 0.7                                                                | 0.0                                                                | 0.7                                                                | 2.7                                                                | 16.3                                                               | 30.0                                                               | 78.0                                                               | 335.0                                                              |
| Días de precipitaciones (≥ 1 mm)                                   | 15.7                                                               | 13.7                                                               | 9.7                                                                | 2.3                                                                | 0.2                                                                | 0.1                                                                | 0.0                                                                | 0.4                                                                | 0.6                                                                | 3.7                                                                | 7.3                                                                | 14.7                                                               | 68.4                                                               |
| Días de nevadas (≥ 1 mm)                                           | 0.0                                                                | 0.0                                                                | 0.0                                                                | 0.0                                                                | 0.0                                                                | 0.1                                                                | 0.0                                                                | 0.2                                                                | 0.1                                                                | 0.2                                                                | 0.0                                                                | 0.0                                                                | 0.6                                                                |
| Horas de sol                                                       | 263.5                                                              | 228.8                                                              | 269.7                                                              | 288.0                                                              | 297.6                                                              | 285.0                                                              | 297.6                                                              | 303.8                                                              | 291.0                                                              | 306.9                                                              | 303.0                                                              | 275.9                                                              | 3410.8                                                             |
| Humedad relativa (%)                                               | 67                                                                 | 66                                                                 | 63                                                                 | 51                                                                 | 37                                                                 | 33                                                                 | 31                                                                 | 32                                                                 | 38                                                                 | 48                                                                 | 57                                                                 | 64                                                                 | 49                                                                 |
| Fuente n.º 1: Secretaria de Minería                                |                                                                    |                                                                    |                                                                    |                                                                    |                                                                    |                                                                    |                                                                    |                                                                    |                                                                    |                                                                    |                                                                    |                                                                    |                                                                    |
| Fuente n.º 2: Servicio Meteorológico Nacional (SMN)                |                                                                    |                                                                    |                                                                    |                                                                    |                                                                    |                                                                    |                                                                    |                                                                    |                                                                    |                                                                    |                                                                    |                                                                    |                                                                    |

## Sismicidad
La sismicidad del área de Jujuy es frecuente y de intensidad baja, y un silencio sísmico de terremotos medios a graves cada 40 años.
- Sismo de 1863: aunque dicha actividad geológica catastrófica ocurre desde épocas prehistóricas, el terremoto del 4 de enero de 1863 (162 años)[19] señaló un hito importante dentro de la historia de eventos sísmicos jujeños, de 6,4 en la escala de Richter. Pero nada cambió extremando cuidados y/o restringiendo códigos de construcción.[18]
- Sismo de 1948: el 25 de agosto de 1948 (76 años) que llegó a 7,0 grados en la escala Richter, el cual destruyó edificaciones y abrió numerosas grietas en inmensas zonas[19][18]
- Sismo de 2009: el 6 de noviembre de 2009 de 5,6 grados en la escala de Richter

## Galería

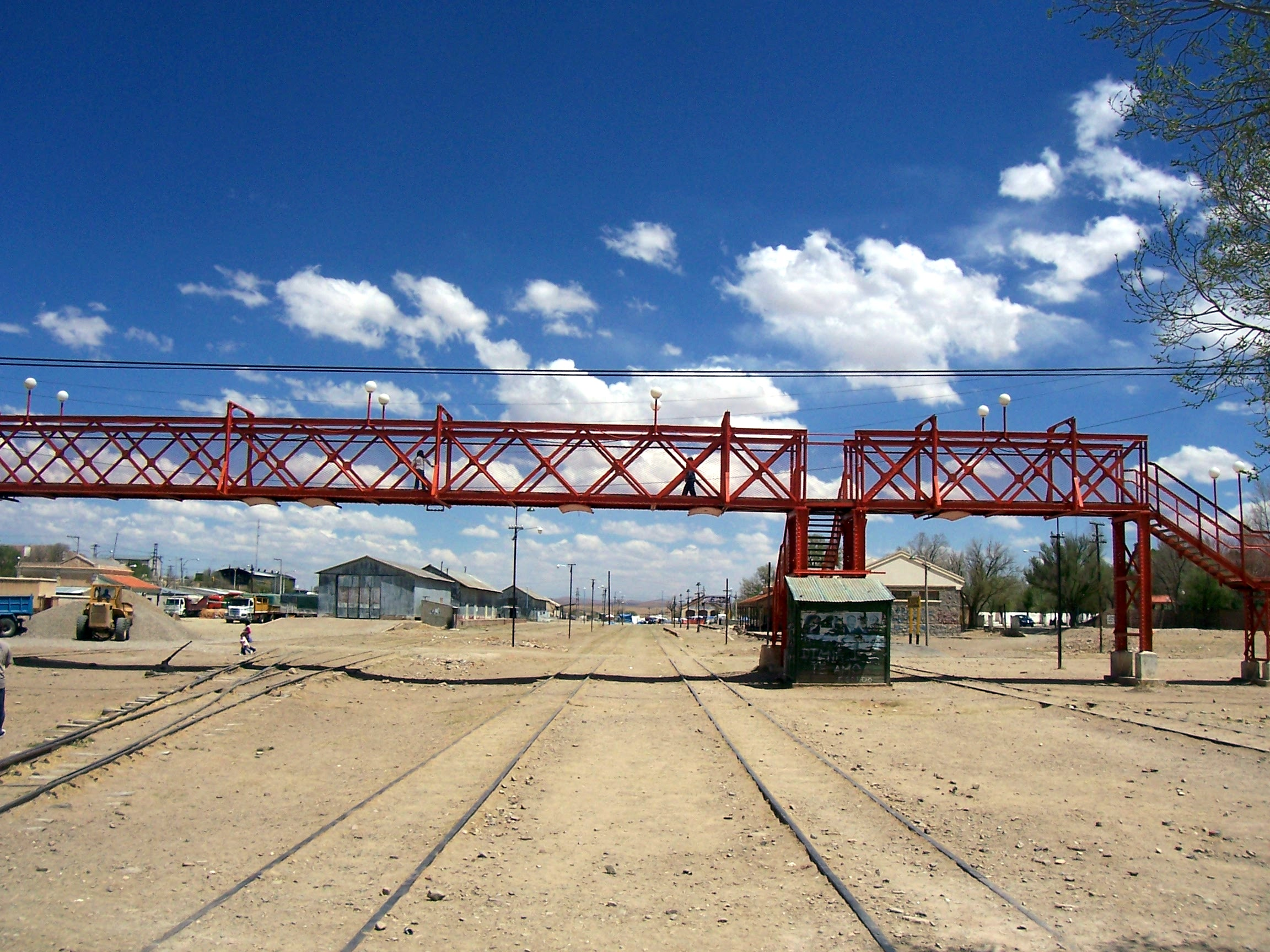
El Ferrocarril General Belgrano en su paso por La Quiaca.
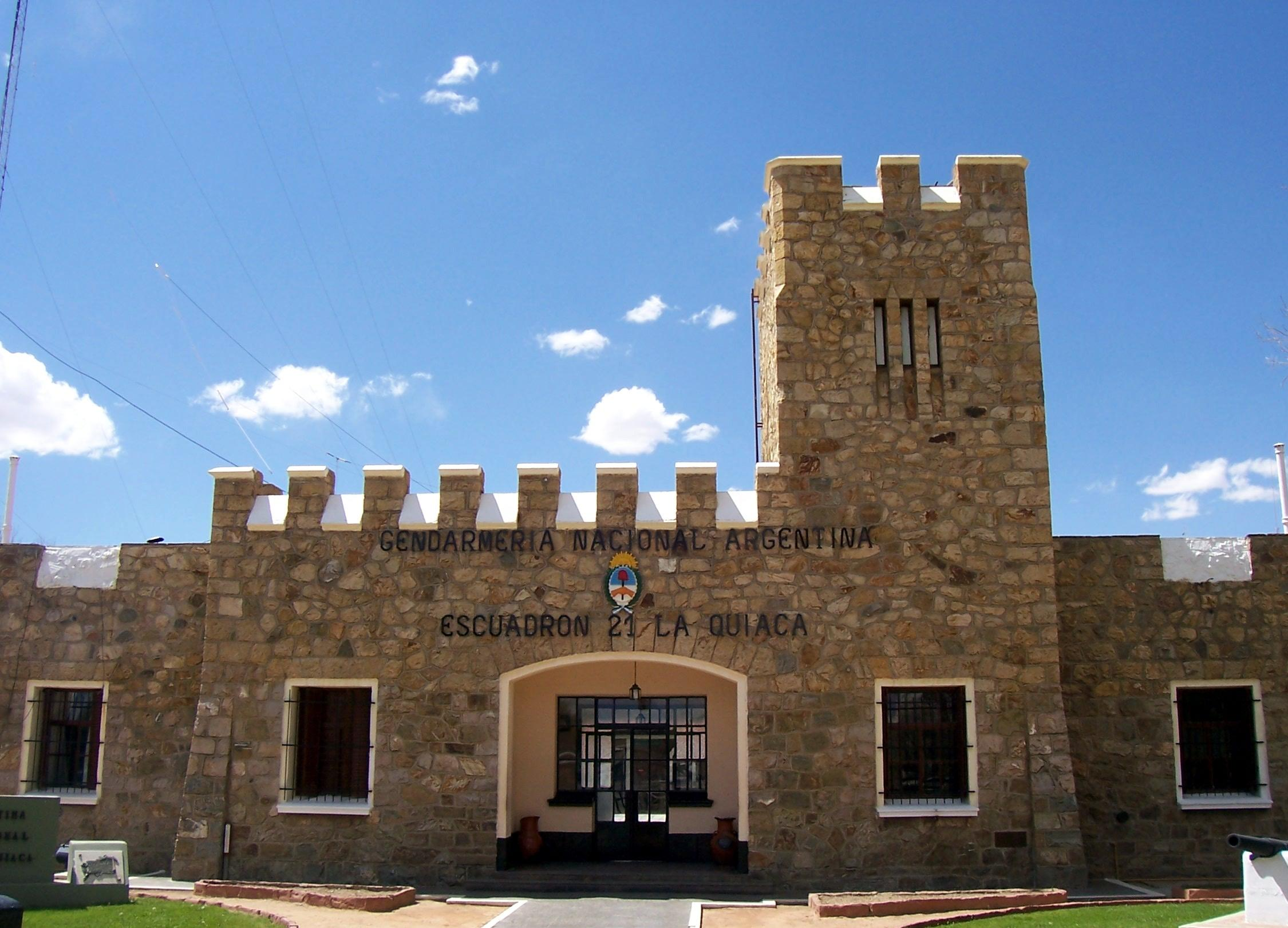
Escuadrón n.º 21 de Gendarmería Nacional.
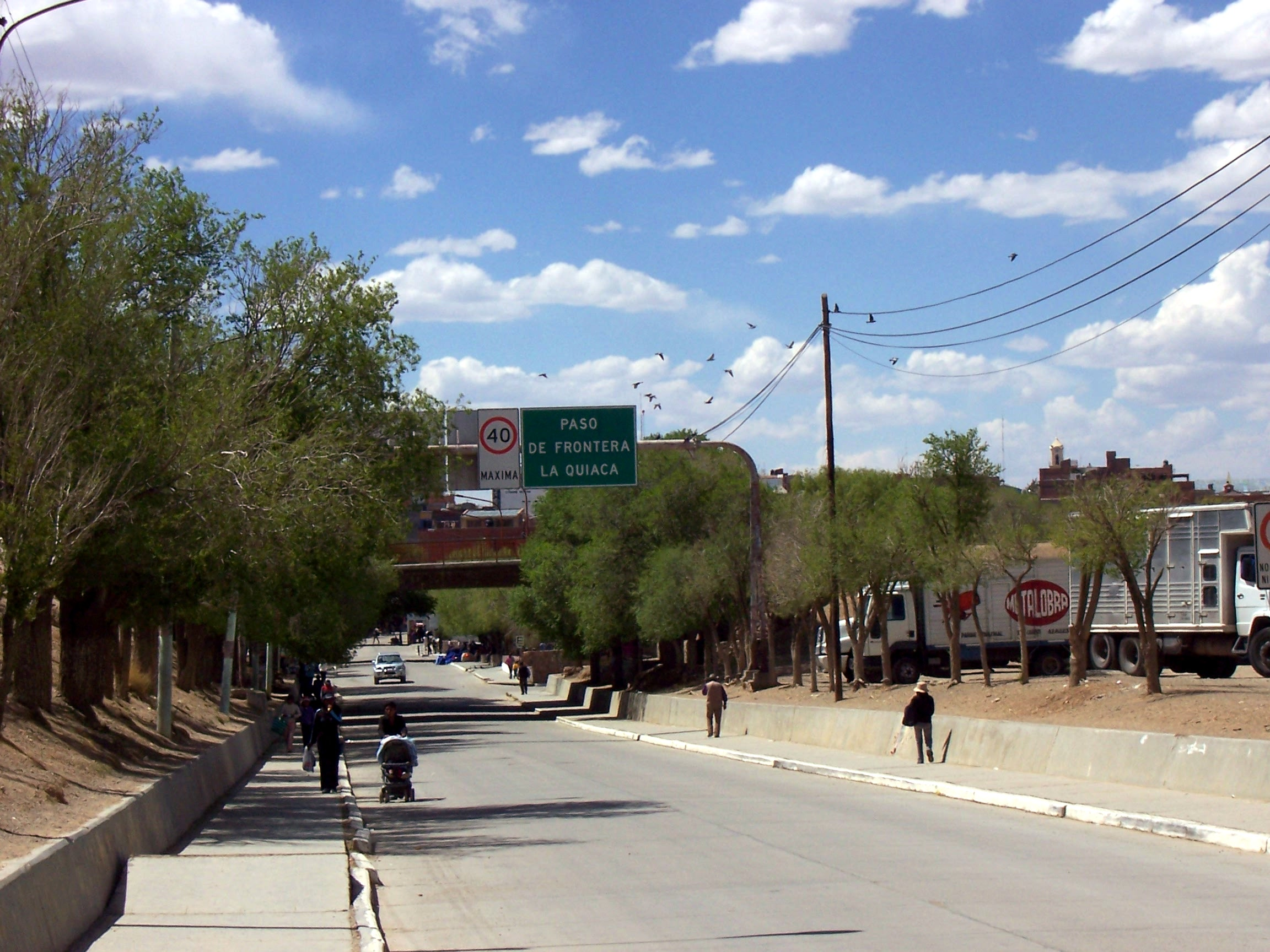
La ruta nacional n.º 9 en su paso por la ciudad.
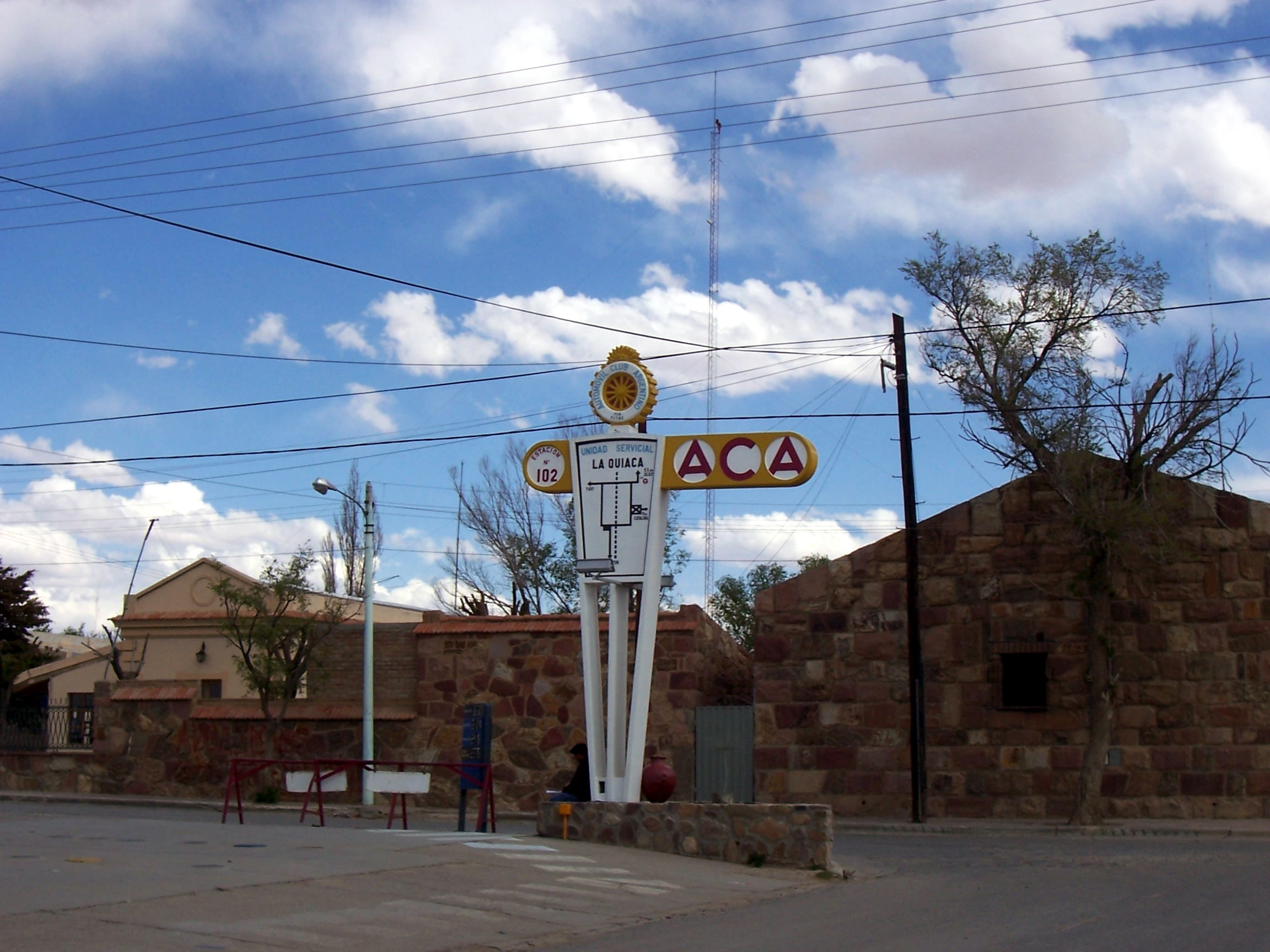
Destacamento del Automóvil Club Argentino en La Quiaca.

## Parroquias de la Iglesia católica en La Quiaca
| Prelatura territorial | Humahuaca                           |
| --------------------- | ----------------------------------- |
| Parroquia             | Nuestra Señora del Perpetuo Socorro |